# 揺らぐことない愛
「揺らぐことない愛」（ゆらぐことないあい）は、田村直美の楽曲。田村の23枚目のシングルとして2002年11月7日にジェネオンエンタテインメントから発売された。TBS系「GetBackers-奪還屋-」オープニング・テーマ、カップリングは同アニメの挿入歌。次作の「命のうたが聞こえる」を出すまで約10年のブランクが生じた。

## 収録曲
1. 揺らぐことない愛
作詞：田村直美　作曲：田村直美・川本盛文　編曲：川本盛文
2. Things of a flow
作詞：田村直美　作曲・編曲：tatsumi＠moritoki.com
3. 揺らぐことない愛 （inst.）
4. Things of a flow （int.）

## 収録アルバム
| 曲名             | アルバム                                              | 発売日        | 備考                 |
| ---------------- | ----------------------------------------------------- | ------------- | -------------------- |
| 揺らぐことない愛 | 『Heaven's HERE〜10th Anniversary Self Cover Best〜』 | 2004年5月21日 | セルフカバーアルバム |